# Lưu Trường Khanh
Lưu Trường Khanh (chữ Hán: 劉長卿, 709-780?) , tự Văn Phòng (文房); là nhà thơ Trung Quốc thời Trung Đường.

## Tiểu sử
Lưu Trường Khanh là người Hà Gian (nay là huyện Hà Gian, tỉnh Hà Bắc, Trung Quốc), đỗ Tiến sĩ năm Khai Nguyên thứ 21 (733) đời Đường Huyền Tông, được bổ chức quan.
Đến đời Đường Túc Tông, ông lần lượt trải các chức: Giám sát Ngự sử, Tự bộ viên ngoại lang, Vận sứ phán quan.
Năm 756, vì tính cương trực, ông bị Ngô Trọng Nhu vu cáo, nên bị giam vào ngục Tô Châu, rồi bị giáng làm chức úy ở Nam Ba thuộc Phan Châu. Sau đổi ông làm Tư mã Mục Châu, cuối cùng là Thứ sử Tùy Châu (nên ông còn được gọi là Lưu Tùy Châu).
Khoảng năm 780, Lưu Trường Khanh mất, thọ khoảng 71 tuổi.
Sinh thời, ông kết bạn ngâm họa với Vi Ứng Vật.

## Tác phẩm
Tác phẩm của Lưu Trường Khanh có Lưu Tùy châu tập.
Thơ ông giàu âm điệu, ít điển cố, cách dùng chữ rất bình dân . Các thể loại đều có bài hay, đặc biệt là thơ ngũ ngôn; song nhìn chung, chúng thiếu cái khí khái hào phóng của các nhà thơ thời Thịnh Đường.

## Giới thiệu thơ
Giới thiệu hai trong số bài thơ tiêu biểu của Lưu Trường Khanh.
| Phiên âm: Tiễn biệt Vương Thập Nhất nam du Vọng quân yên thủy khoát, Huy thủ lệ triêm cân. Phi điểu một hà xứ, Thanh sơn không hướng nhân. Trường giang nhất phàm viễn, Lạc nhật Ngũ Hồ xuân. Thùy kiến đinh châu thượng, Tương tư sầu bạch tần. Trần Trọng Kim dịch thơ: Tiễn biệt Vương Thập Nhất đi chơi phía nam Trông anh khói nước mênh mông, Vẫy tay nước mắt tuôn dòng thắm khăn. Chim bay tuyệt tích xa gần, Chỉ còn núi biếc băn khoăn với người. Cánh buồm phất phới ngoài khơi, Vẻ xuân bóng xế, rong chơi năm hồ. Ai trông lên bãi mặt gò, Cỏ tần trắng xóa tha hồ tương tư. | Phiên âm: Quá Tiền An Nghi Trương Minh Phủ giao cư Tịch liêu Đông quách ngoại, Bạch thủ nhất tiên sinh. Giải ấn cô cầm tại, Di gia ngũ liễu thành. Tịch dương lâm thủy điếu, Xuân vũ hướng điền canh. Chung nhật không lâm hạ, Hà nhân thức thử tình. Trần Trọng Kim dịch thơ: Qua trại ngoài đồng của quan Tiền Tri phủ An Nghi họ Trương Quạnh hiu Đông quách xóm ngoài, Bạc đầu một lão khác người thường xa. Ôm cầm trả ấn quan nha, Sẵn năm gốc liễu dời nhà ở lâu. Buổi chiều ra bến ngồi câu, Mùa xuân làm ruộng, dắt trâu đi cày. Suốt ngày thơ thẩn dưới cây, Mấy ai đã biết lòng này thảnh thơi . |

## Sách tham khảo
- Sở nghiên cứu văn học thuộc Viện Khoa học xã hội Trung Quốc biên soạn, Lịch sử văn học Trung Quốc (Tập II), Bản dịch do Nhà xuất bản Giáo dục Việt Nam ấn hành năm 1993.
- Dịch Quân Tả, Văn học sử Trung Quốc (Tập I). GS. Huỳnh Minh Đức dịch từ tiếng Trung Quốc. Nhà xuất bản Trẻ, 1992.
- Trần Trọng Kim, Đường thi. Nhà xuất bản Tân Việt, 1974.
- Nguyễn Hiến Lê, Đại cương văn học sử Trung Quốc (trọn bộ). Nhà xuất bản Trẻ, 1997.
- Trần Trọng San, Thơ Đường. Tủ sách Đại học Tổng hợp Thành phố Hồ Chí Minh xuất bản năm 1990.